# Mammendorf
Mammendorf – miejscowość i gmina w Niemczech, w kraju związkowym Bawaria, w rejencji Górna Bawaria, w regionie Monachium, w powiecie Fürstenfeldbruck, siedziba wspólnoty administracyjnej Mammendorf. Leży około 9 km na północny zachód od Fürstenfeldbruck, przy drodze B2.

## Demografia
Dane o ludności z 31 grudnia 2008:
| Opis                                | Ogółem | Ogółem | Kobiety | Kobiety | Mężczyźni | Mężczyźni |
| ----------------------------------- | ------ | ------ | ------- | ------- | --------- | --------- |
| Jednostka                           | osób   | %      | osób    | %       | osób      | %         |
| Populacja                           | 4542   | 100    | 2258    | 49,71   | 2284      | 50,29     |
| Wiek przedprodukcyjny (0–17 lat)    | 1038   | 22,85  | 477     | 10,5    | 561       | 12,35     |
| Wiek produkcyjny (18–65 lat)        | 2864   | 63,06  | 1429    | 31,46   | 1435      | 31,59     |
| Wiek poprodukcyjny (powyżej 65 lat) | 640    | 14,09  | 352     | 7,75    | 288       | 6,34      |

## Polityka
Wójtem gminy jest Johann Thurner z BGM, rada gminy składa się z 16 osób.
|      | CSU/FB | SPD | FW | BG | Razem |
| 2008 | 5      | 2   | 5  | 4  | 16    |
| 2002 | 5      | 2   | 5  | 4  | 16    |